# Kinderboekenmuseum
Het Kinderboekenmuseum is een museum over Nederlandse jeugdliteratuur dat deel uitmaakt van het Literatuurmuseum (voorheen: Nederlands Letterkundig Museum) in Den Haag.
Het archief van het museum bevat onder meer het manuscript van Dik Trom, handschriften van Annie M.G. Schmidt, de Kikker-illustraties van Max Velthuijs en de typemachine waarop Thea Beckman haar bestseller Kruistocht in Spijkerbroek schreef. Van alles wat het museum bewaart, stelt het maar een heel klein gedeelte tentoon, de rest is beschikbaar voor bijvoorbeeld onderzoek.

## Geschiedenis
In 1994 opende het Kinderboekenmuseum voor het eerst zijn deuren. Het was indertijd een van de eerste musea speciaal voor de jeugd. Het oude Kinderboekenmuseum bood een overzicht van kinder- en jeugdliteratuur aan de hand van vijftien thematisch ingerichte kabinetten. Hierin waren niet alleen boeken van bekende schrijvers te zien, maar ook foto's, handschriften, illustraties en voorwerpen van Nederlandse schrijvers en illustratoren. Ook organiseerde het museum tijdelijke tentoonstellingen over jeugdliteratuur. Zeer succesvol bleken de exposities over de bij een breed publiek populaire kinderboekenschrijvers als Carry Slee, Jacques Vriens en Rindert Kromhout. In 2007 sloot het Kinderboekenmuseum tijdelijk zijn deuren in verband met een grootschalige verbouwing. Het vernieuwde Kinderboekenmuseum heropende in december 2010.
Op 1 september 2024 werd Valérie Drost de nieuwe directeur-bestuurder van het Literatuurmuseum / Kinderboekenmuseum, in opvolging van Aad Meinderts die met pensioen ging.